# Luke Cann
Luke Cann (ur. 17 lipca 1994) – australijski lekkoatleta specjalizujący się w rzucie oszczepem.
W 2010 zdobył brązowy medal mistrzostw Australii i Oceanii juniorów młodszych, a w kolejnym sezonie sięgnął po srebro na igrzyskach Wspólnoty Narodów młodzieży.
Rekordy życiowe: oszczep o wadze 700 g – 77,38 (6 grudnia 2010, Melbourne), oszczep seniorski – 80,27 (5 czerwca 2016, Townsville).

## Osiągnięcia
| Rok  | Impreza                                            | Miejsce   | Pozycja    | Wynik |
| ---- | -------------------------------------------------- | --------- | ---------- | ----- |
| 2010 | Mistrzostwa Australii i Oceanii juniorów młodszych | Sydney    | 3. miejsce | 66,98 |
| 2011 | Igrzyska Wspólnoty Narodów juniorów młodszych      | Douglas   | 2. miejsce | 75,21 |
| 2012 | Mistrzostwa świata juniorów                        | Barcelona | 7. miejsce | 70,15 |
| 2014 | Igrzyska Wspólnoty Narodów                         | Glasgow   | 7. miejsce | 75,93 |